# ハイダイナミックレンジ合成

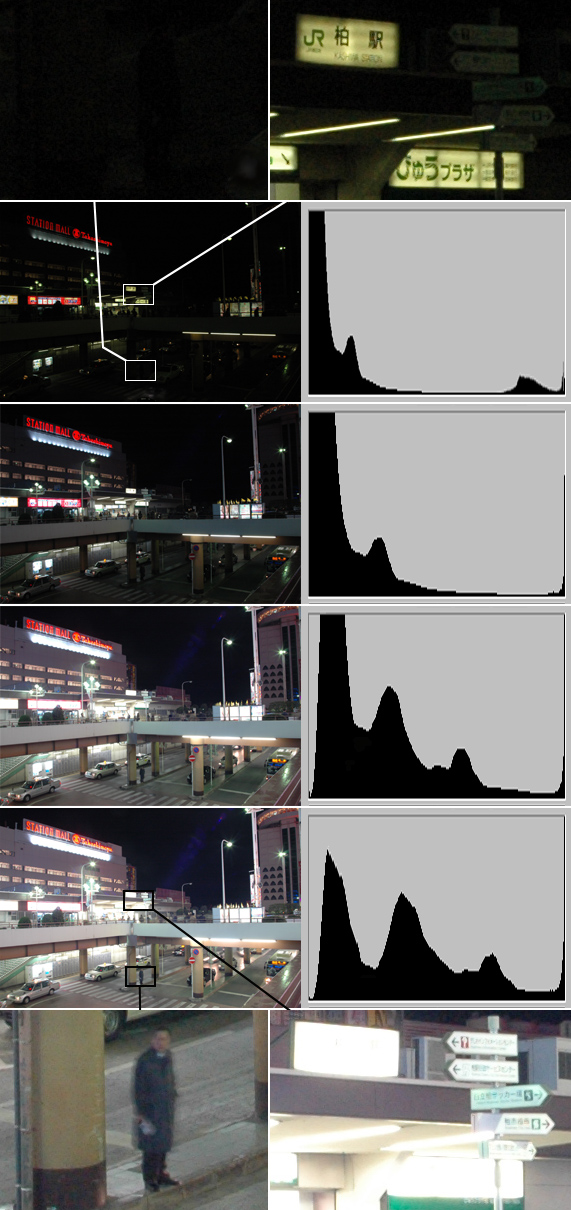
HDR合成。中間4段は露出違いの合成素材で、右側はそのヒストグラム。上下の1段は、露出違いの同じ場所のクローズアップ。

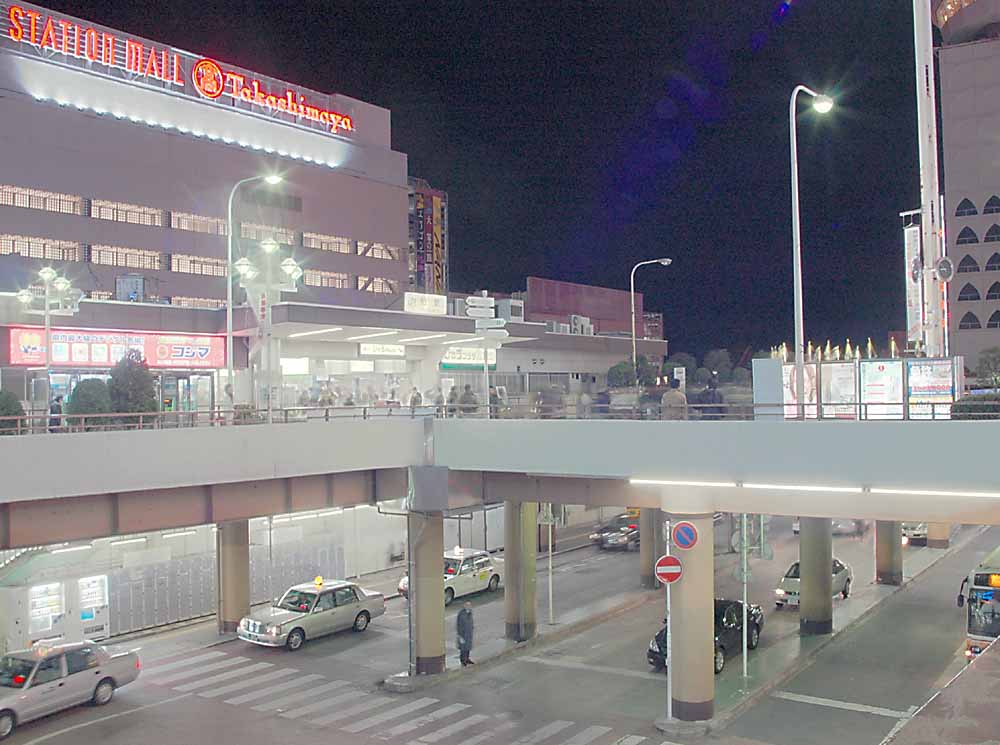
HDR合成。上記素材の合成完成品。

ハイダイナミックレンジ合成（ハイダイナミックレンジごうせい、英語：High-dynamic-range rendering）、略してHDR合成とは、通常の写真技法に比べてより幅広いダイナミックレンジを表現するための写真技法の一種。
例えば風景のダイナミックレンジ（最も明るい部分と最も暗い部分の明暗の比）は広く、しばしばコントラスト比100000:1を軽く超える。フィルムやCMOSイメージセンサなどの一般的な記録手段のダイナミックレンジは狭く、せいぜい15 EV、すなわちコントラスト比32000:1程度しかない。
また、一般的なディスプレイ（モニタ）のコントラスト比も1000:1程度である。そのため、現実の風景などの持つ広いダイナミックレンジをそのまま記録、表示することができない場合がある。
そこで、非常に大きなコントラストの元画像（現実）を、1000:1程度のコントラストになるように、コントラストを落とした画像に変換するのが、ハイダイナミックレンジ合成である。それは、新画像のコントラストを圧縮することで、元画像（現実）の広いコントラストを収納することを意味する。それができない場合には、元画像（現実）における明暗の一部が収納されずに、つぶれてしまうことになる。
つまり、ハイダイナミックレンジ合成は、幅広いダイナミックレンジを記録、表示するために開発された画像合成手法である。

## 具体的な手法
通常の撮影の場合は、主要被写体が適正露出になるよう撮影を行う。そのため、明暗差が大きい場合には、太陽などの飛び抜けて明るい部分は白く飛び、暗部は黒く潰れることがある。
これに対し、ハイダイナミックレンジ技法では、露出を変えつつ複数枚の写真を撮影し、それらを合成することで白飛びや黒つぶれの少ない幅広いダイナミックレンジを持つ画像（ハイダイナミックレンジイメージ）を生成する。
こうして作成した画像をトーンマッピングによりダイナミックレンジを縮小することで通常のモニタで表示可能な標準的なダイナミックレンジを持つ画像（standard dynamic range（SDR）もしくはlow dynamic range（LDR））を生成する。
トーンマッピングの手法としては画像全体のコントラストを下げる方法や、画像の局所的なコントラストを下げる方法がある。後者では絵画的な画像を得ることができる。
例示のものでは、1、2段目の写真では人工照明部が適正露出となっており白飛びしていない。一方、暗部は露出不足であり、黒潰れしている。5、6段目の写真では暗部が適正露出となっており黒潰れしていない。一方、照明部は露出過多であり、白飛びしている。これらの画像の適正露出となっている部分をつなぎあわせることによって、画面全体で白飛びや黒つぶれが無い写真（一番下）を得ることが出来る。
このような手段により、フィルムやCMOSイメージセンサなどの記録手段のダイナミックレンジを大きく超えたハイダイナミックレンジイメージを得ることが可能である。
さらに、トーンマッピングによりそのダイナミックレンジを下げることで、ダイナミックレンジの小さい通常のモニタで表示可能な画像を合成することができる。
作成に当たっては、前述のように露出の異なる複数枚の写真をコンピュータ上（グラフィックソフトウェアなど）で合成するのが基本であるが、2009年からリコーやソニー、ペンタックス、キヤノンなどが内部で自動的に合成処理を行うデジタルカメラを発売している。
携帯電話の分野では、2010年にAppleのiPhone 4でもiOS 4.1から、またそれに続くAndroid携帯からも、HDR撮影機能を搭載して選択できるようになり、一般の人が容易にHDR合成された写真を撮影できるようになったが、瞬時に限られた資源で合成するため、以上に述べたプロ仕様に比してその効果は限定的である。

### 派生的な特徴

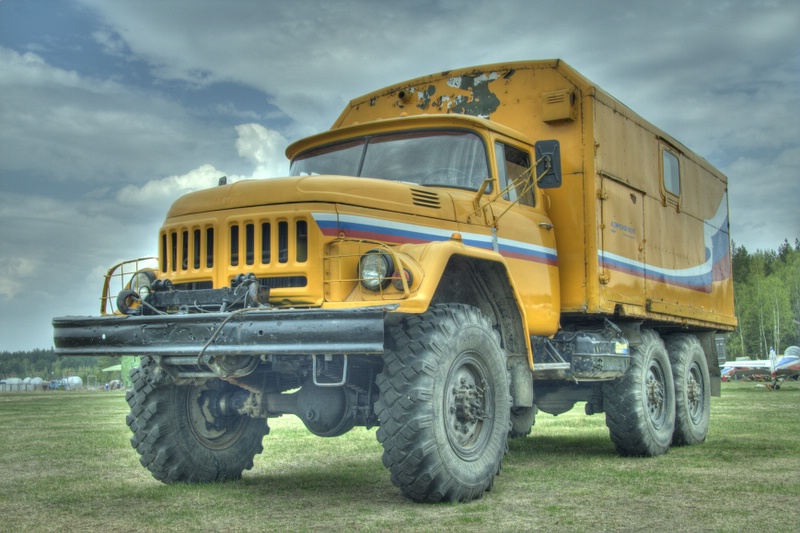
ハローの現れた例

ハイダイナミックレンジ合成された画像は通常のディスプレイにはそのまま表示できないため、ダイナミックレンジを圧縮するトーンマッピングと呼ばれる処理が施される。この際、局所コントラストを維持しながら画像全体のダイナミックレンジを圧縮するため、アルゴリズムによっては低周波成分が除去された結果、明暗差の強い部分の周囲にハロー（halo）が現れた特徴的なルックが得られる時がある。これは工学的にはアーティファクトとして好まれないが、あえて絵画的効果や細部強調として用いられる場合もある。
トーンマッピングによって、明るい窓と暗い室内の両方をはっきり見えるようにする / 露出を変えて撮影する

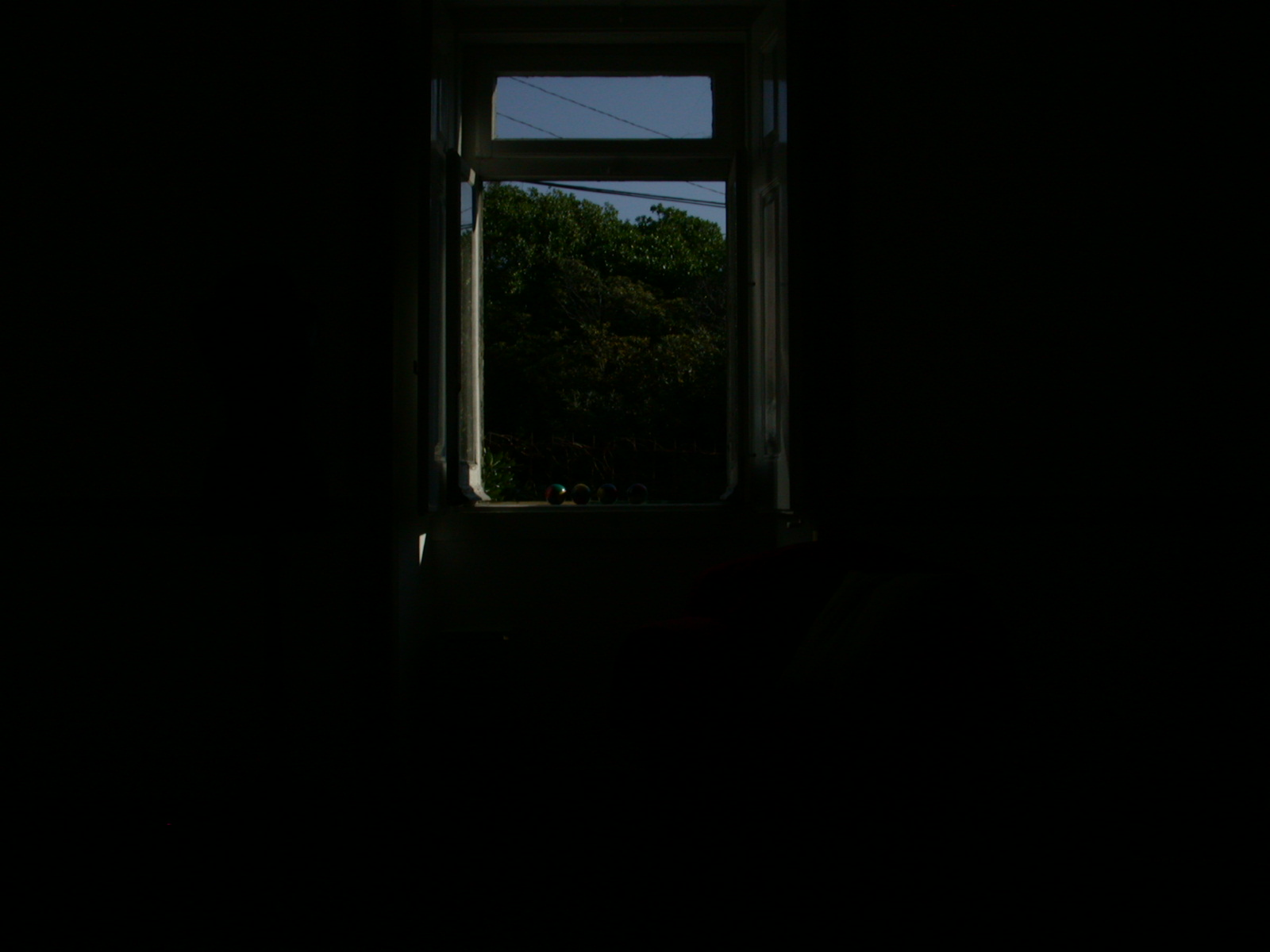
–6 stops
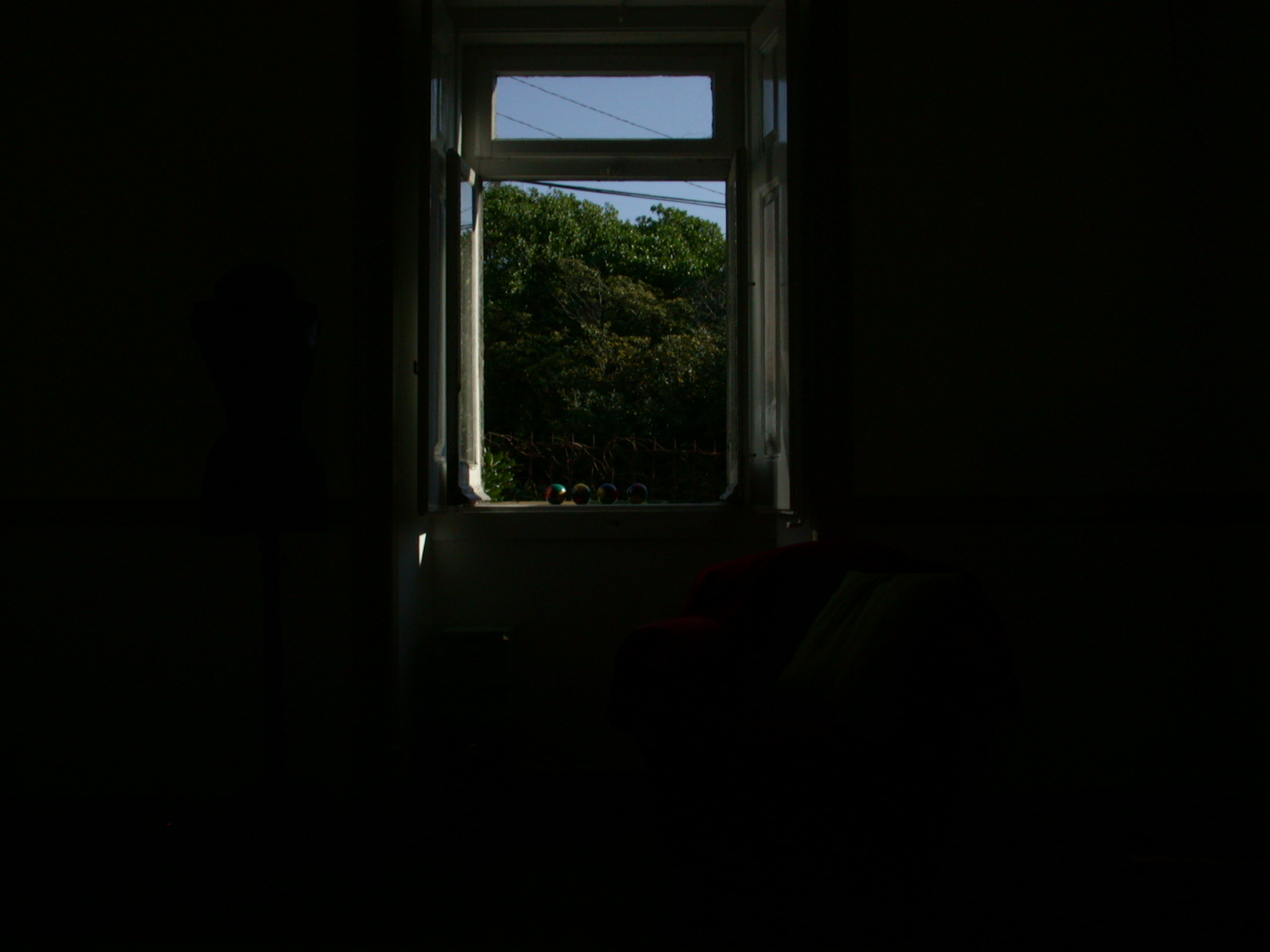
–5 stops
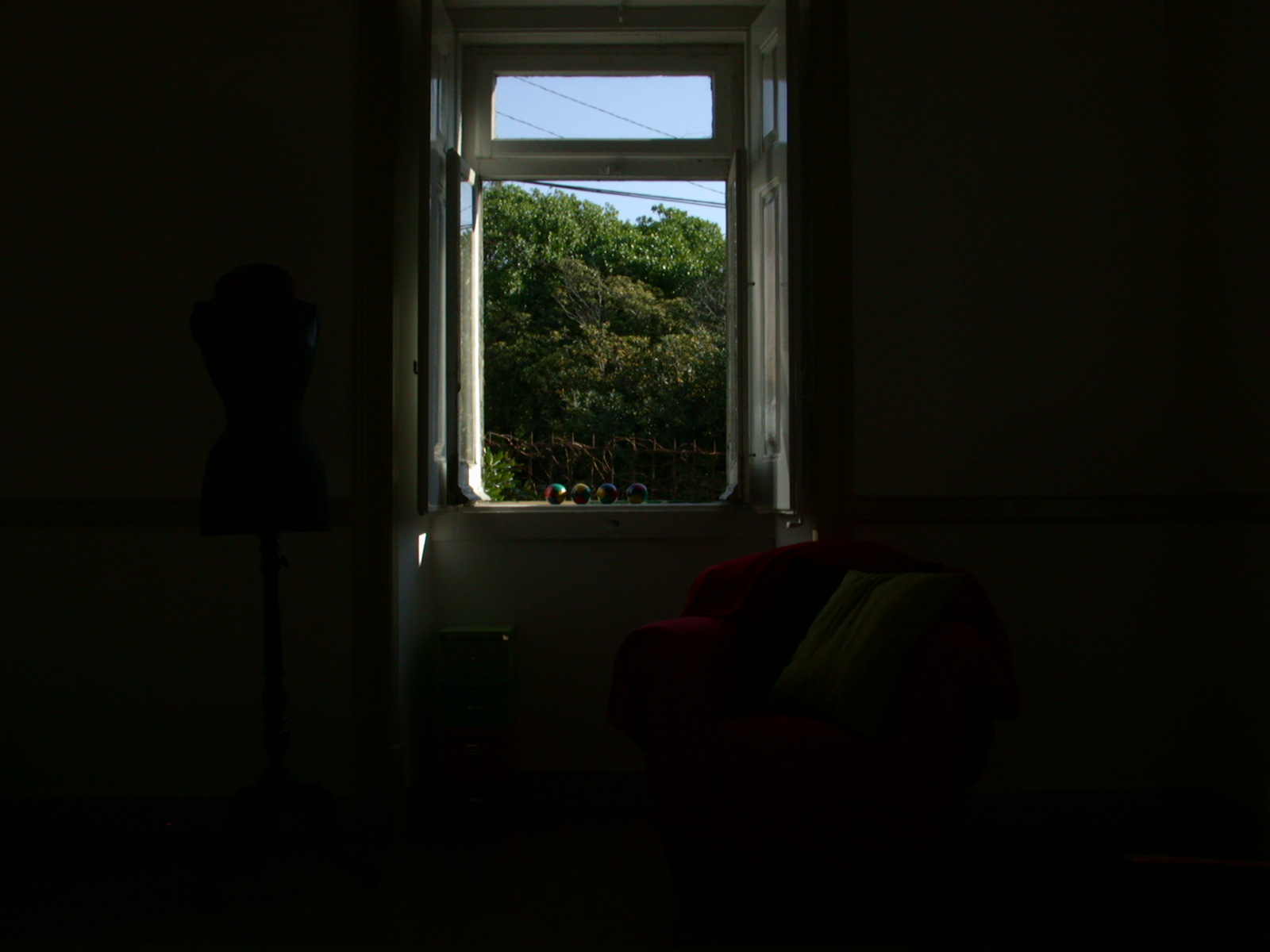
–4 stops
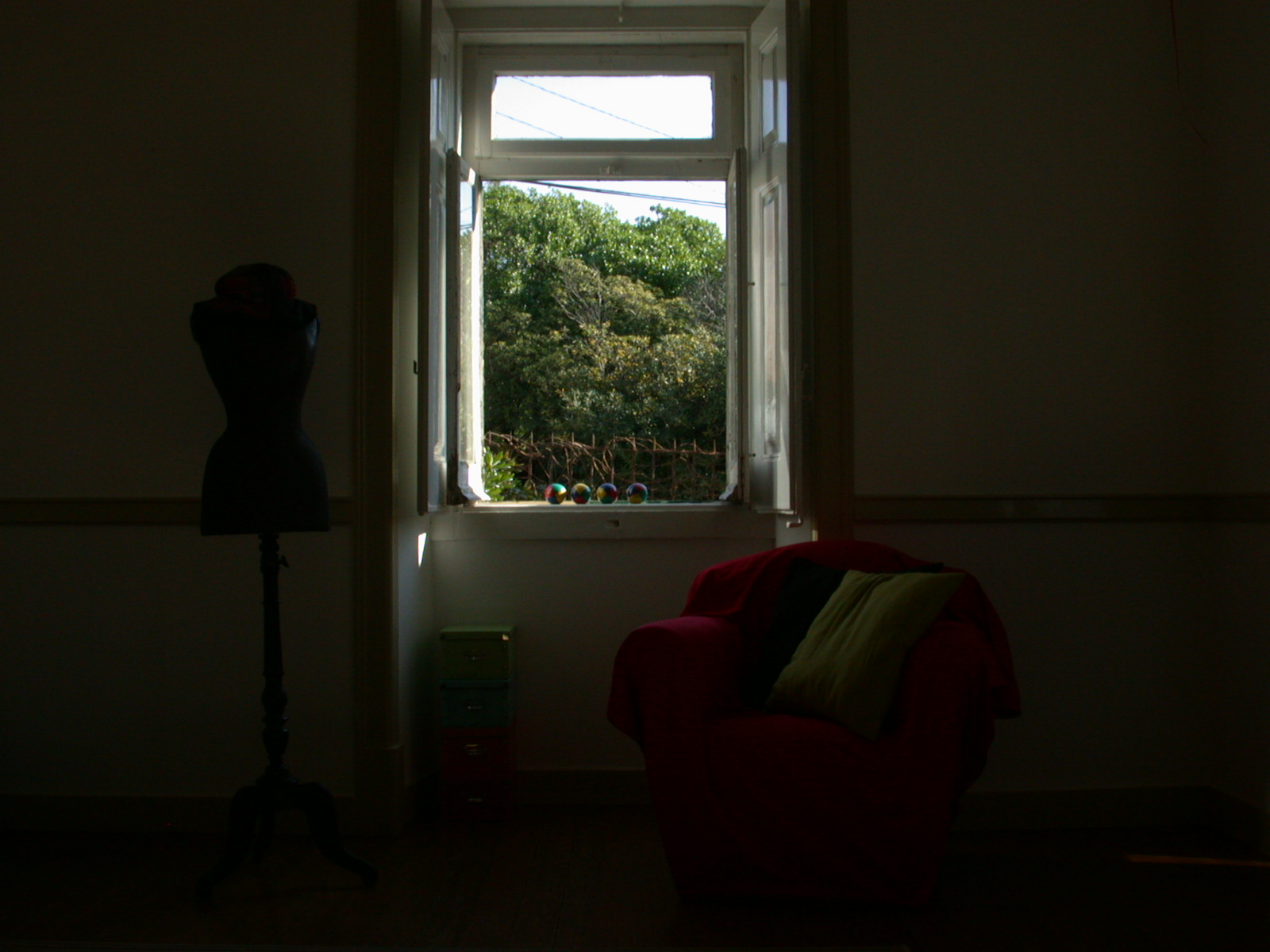
–3 stops
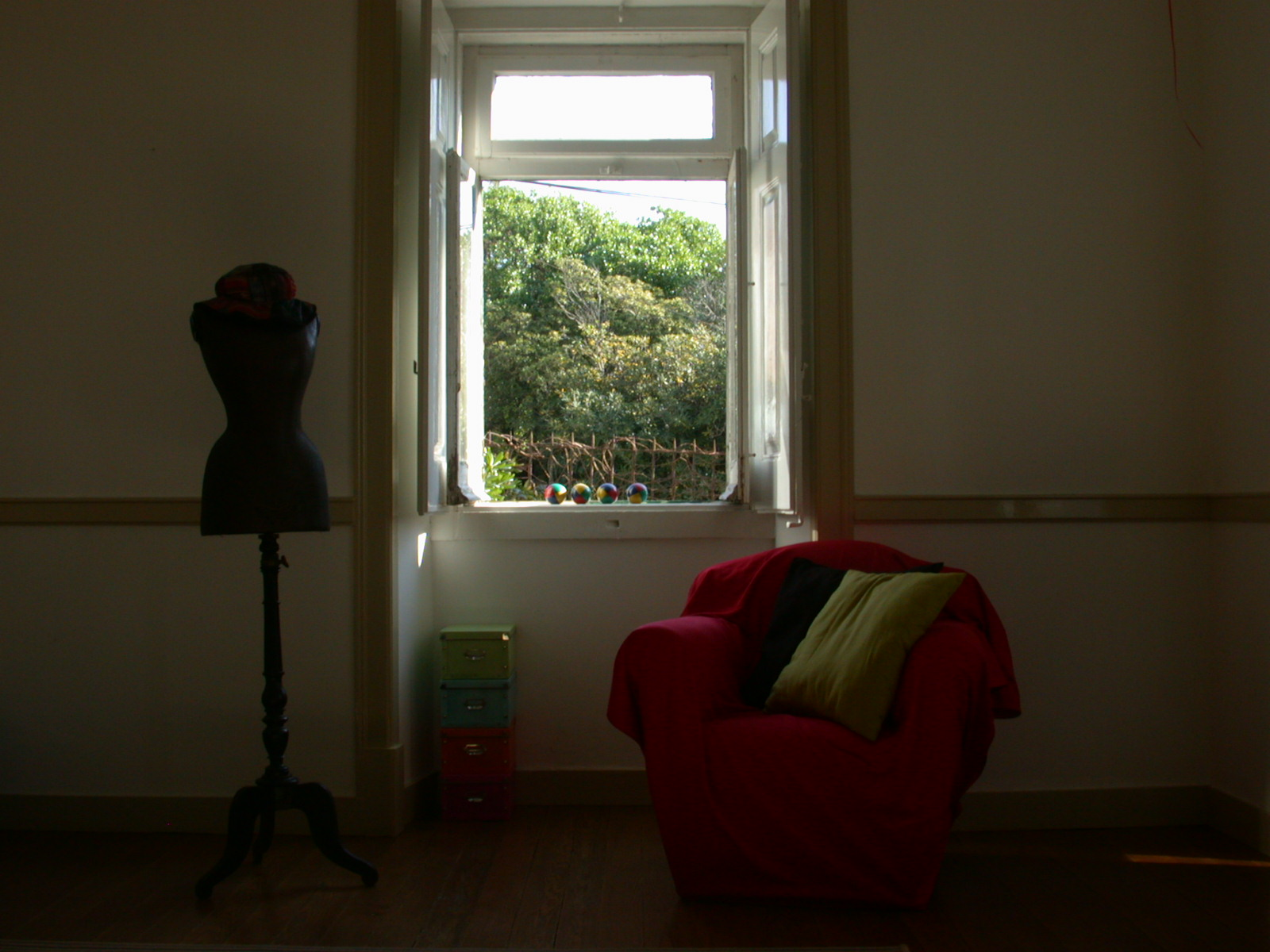
–2 stops
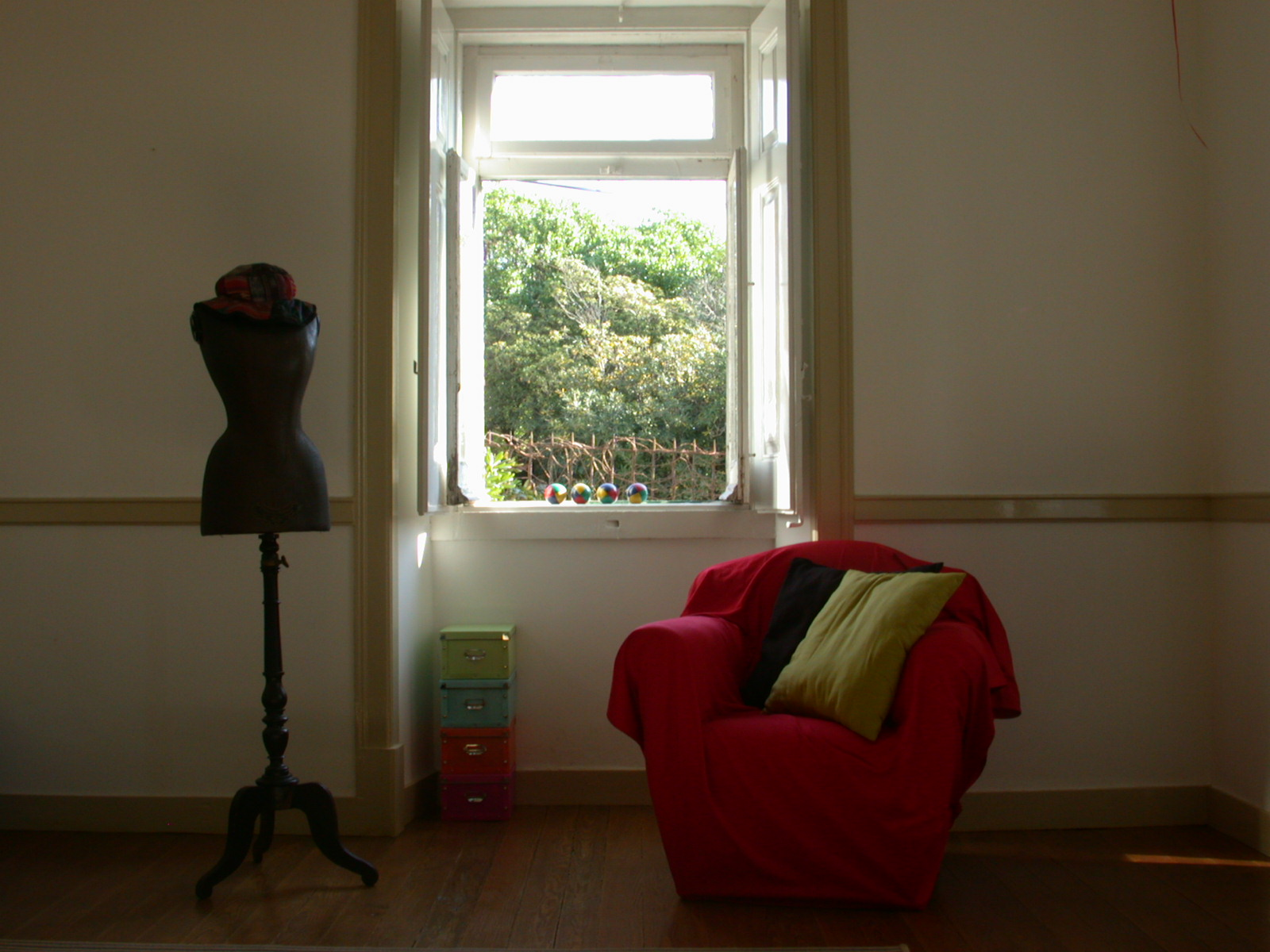
00 stops
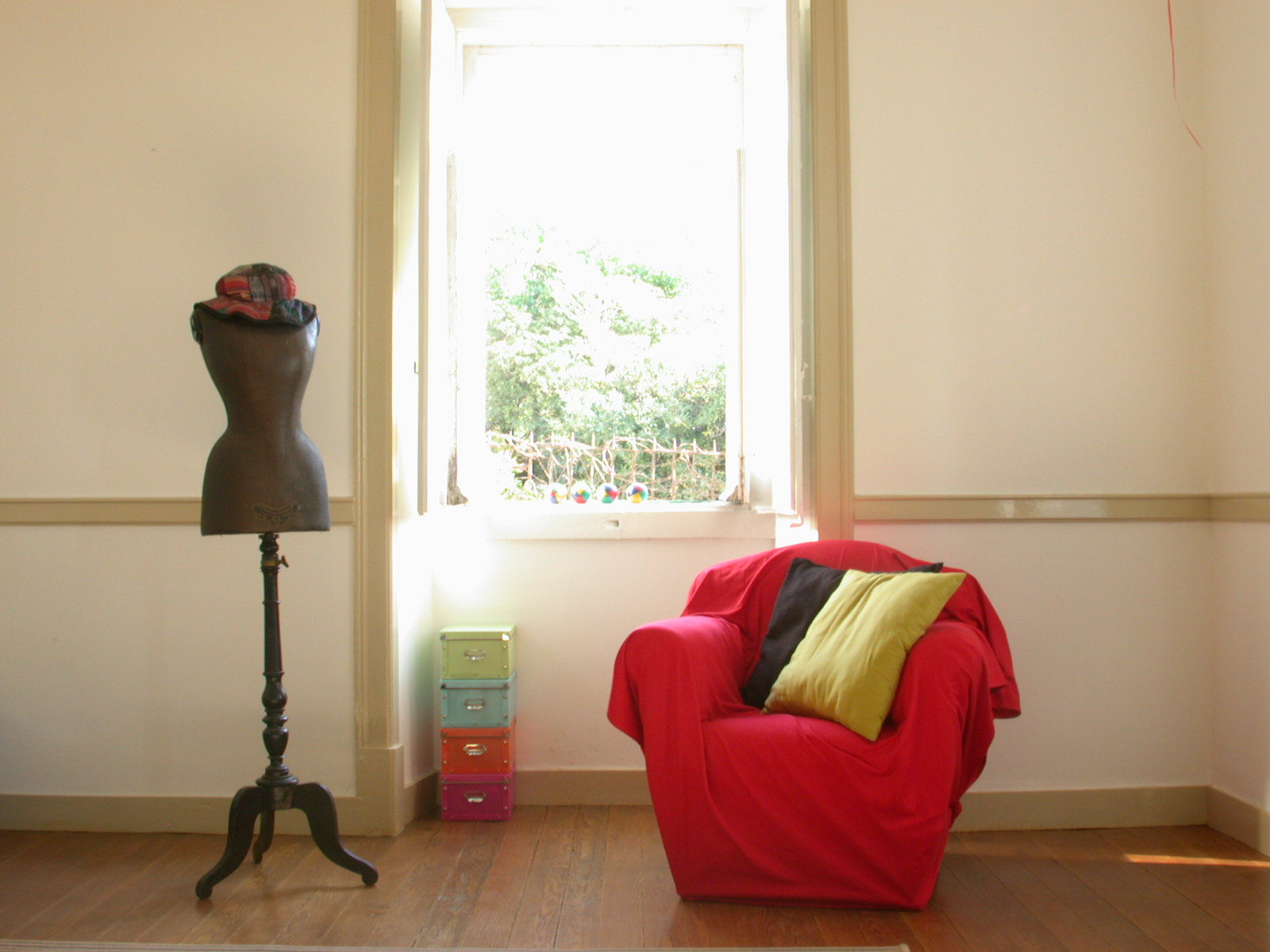
+1 stops
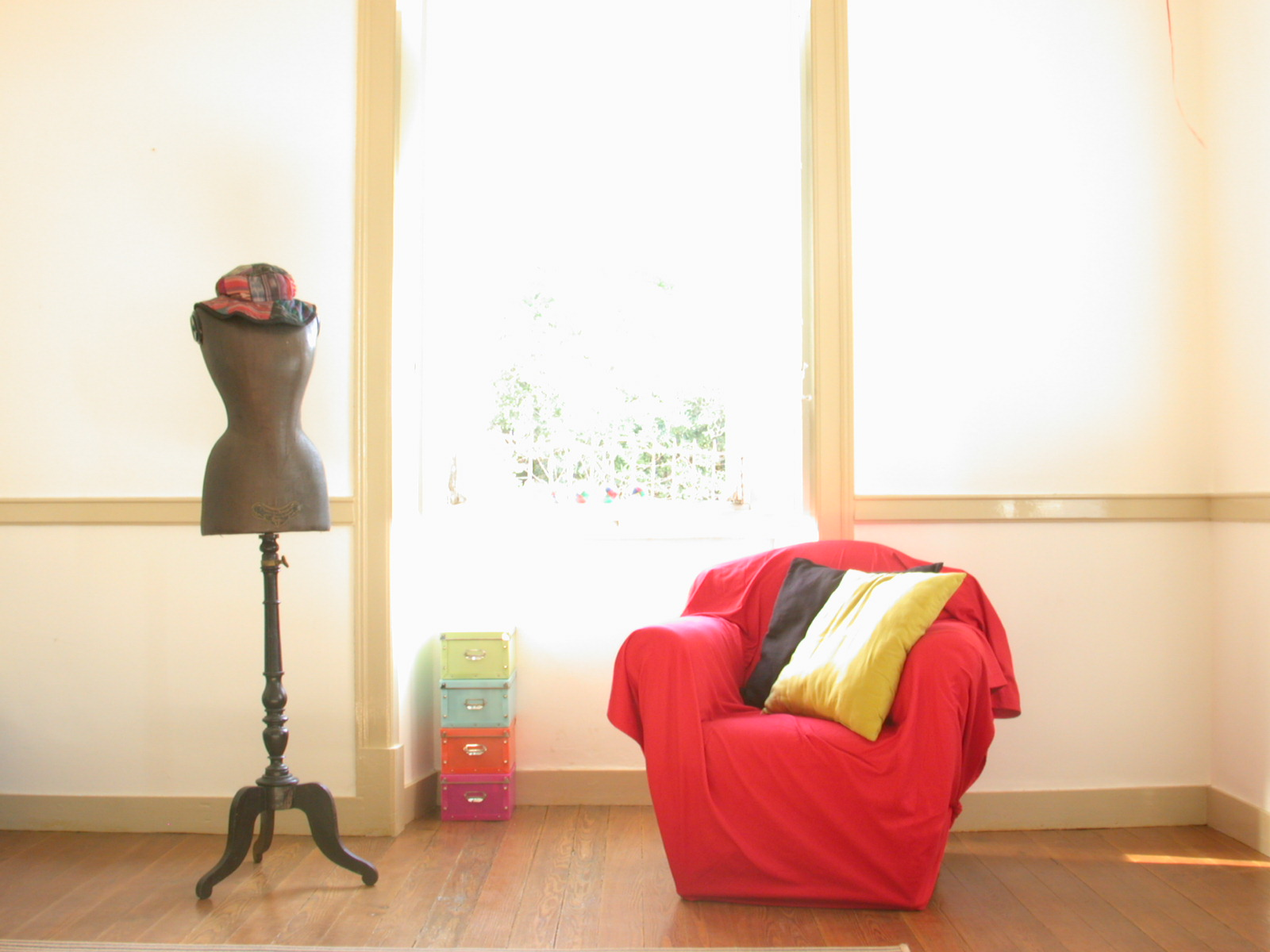
+2 stops
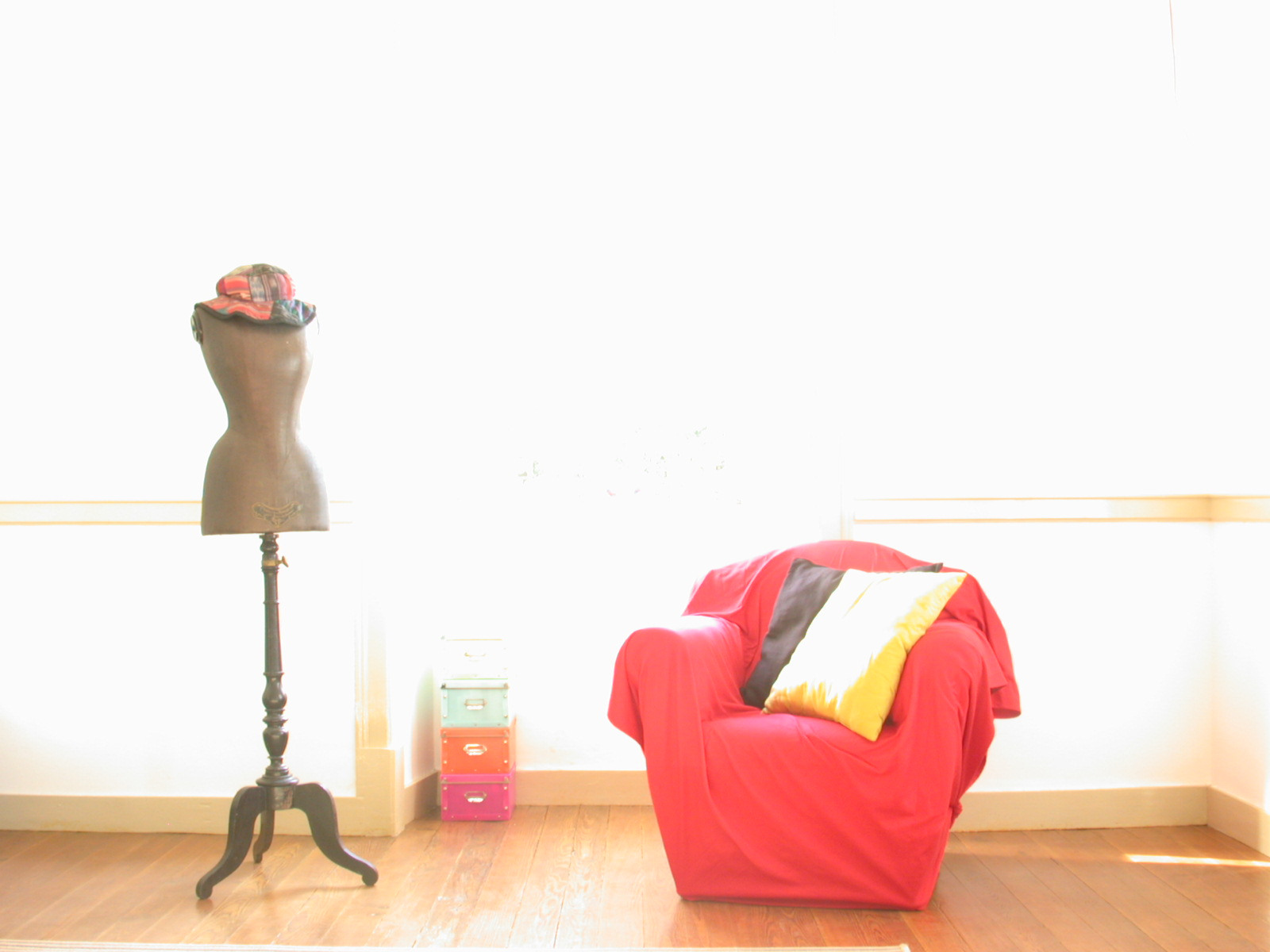
+3 stops
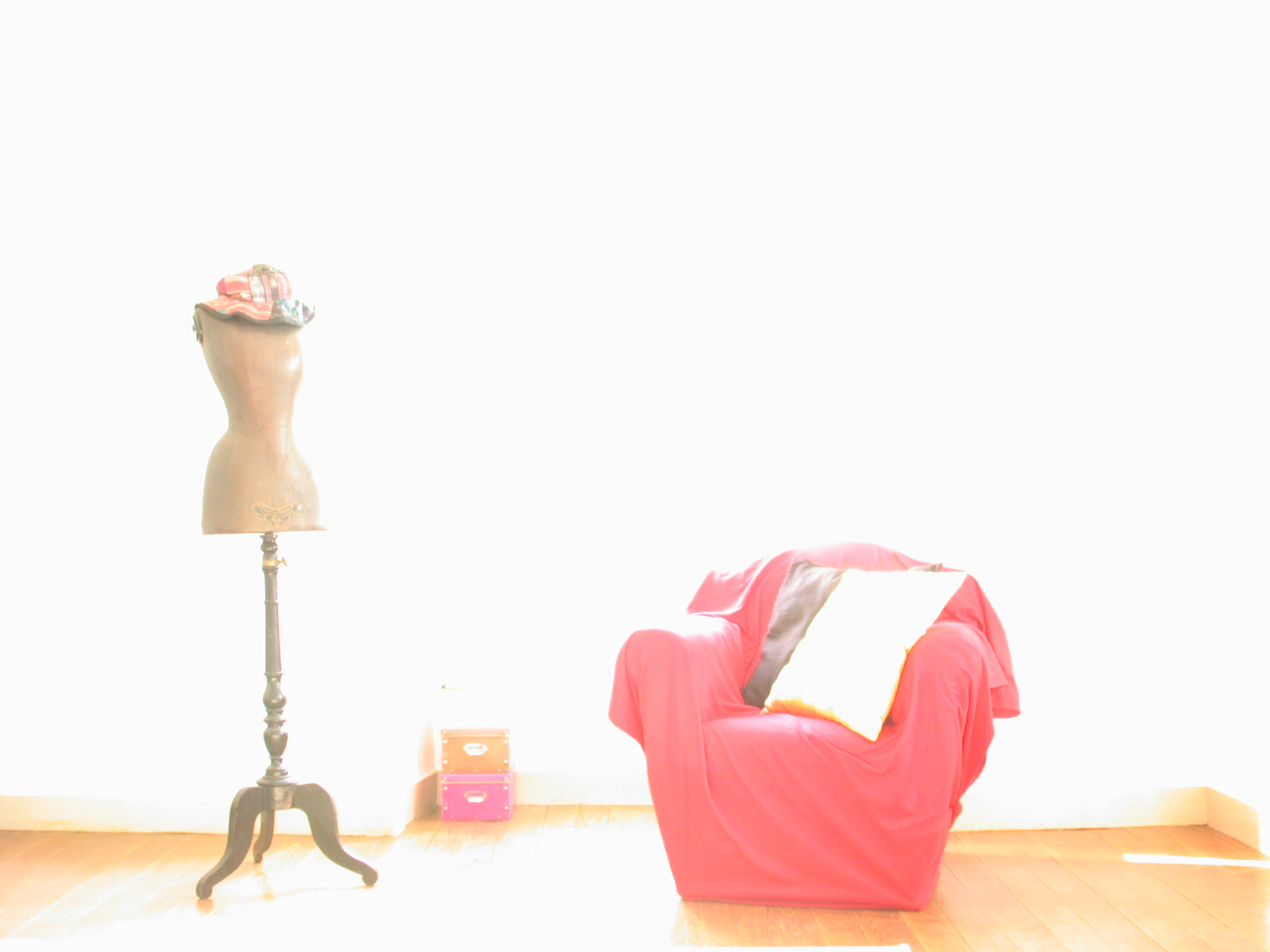
+4 stops
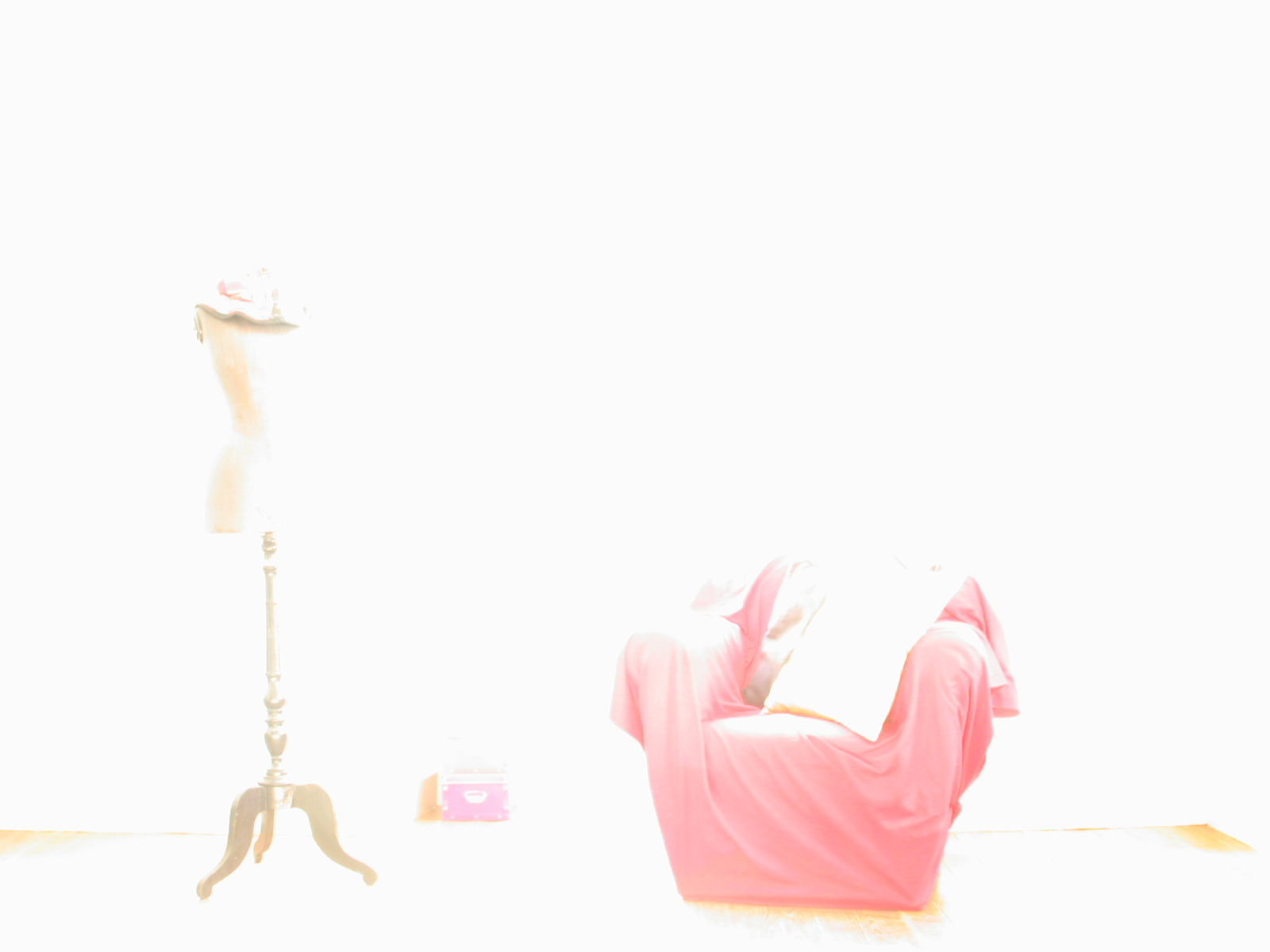
+5 stops

上記の写真を処理して得られた画像

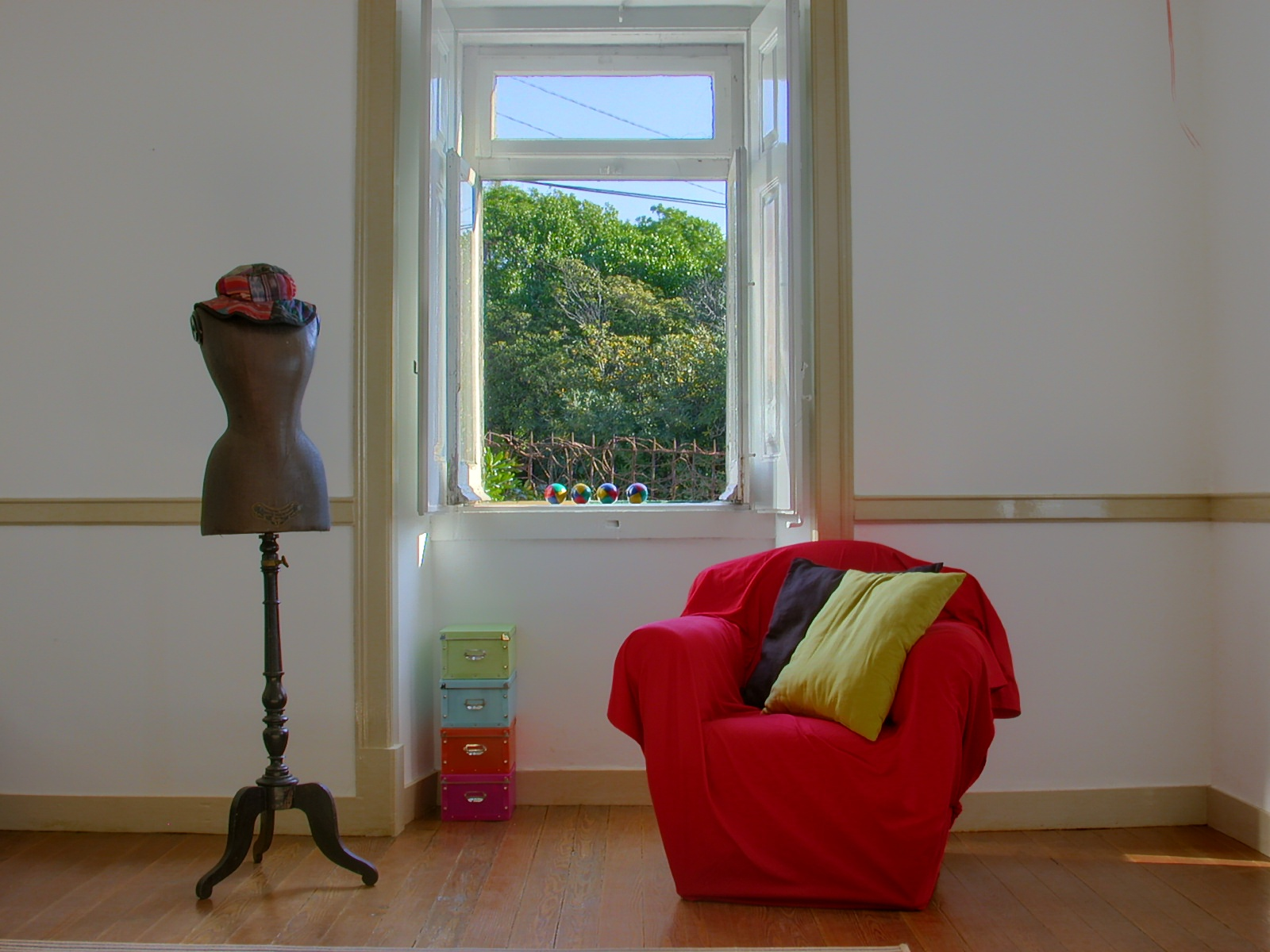
Natural tone mapping

## 特徴
通常の写真では表現のできない広いダイナミックレンジをヴィジュアルイメージとして通常の狭いダイナミックレンジの中に定着することができ、通常の写真と比較すると肉眼に近い画像とすることができる。反面、通常の写真ではあり得ないルックとなるため、見る人に違和感を抱かせてしまう場合もある。極端にハイダイナミックレンジ技法を使った場合には、写真ではなくスーパーリアリズム系のイラスト・ミニチュア撮影などに見える画像となることがある。
実写画像だけではなく、コンピュータグラフィックスなどでも、同様のルックを狙った作画がなされる場合がある。
また、商業広告用写真や商業映画では、「暗いところには照明をあて、明るい窓などにはデフューズフィルタをかけるなどして、明暗を圧縮する」という手法が普通に使われており、考え方としてはハイダイナミックレンジ合成に近く、見栄えもまた類似してくる場合がある。

## 対応アプリケーション
HDR合成ができる代表的なアプリケーション
- Adobe Photoshop
- Paint Shop Pro
- Photomatix Pro
- Luminance HDR
- Adobe Photoshop Lightroom
- CANON Digital Photo Professional
- Aurora HDR（英語版）

## ギャラリー

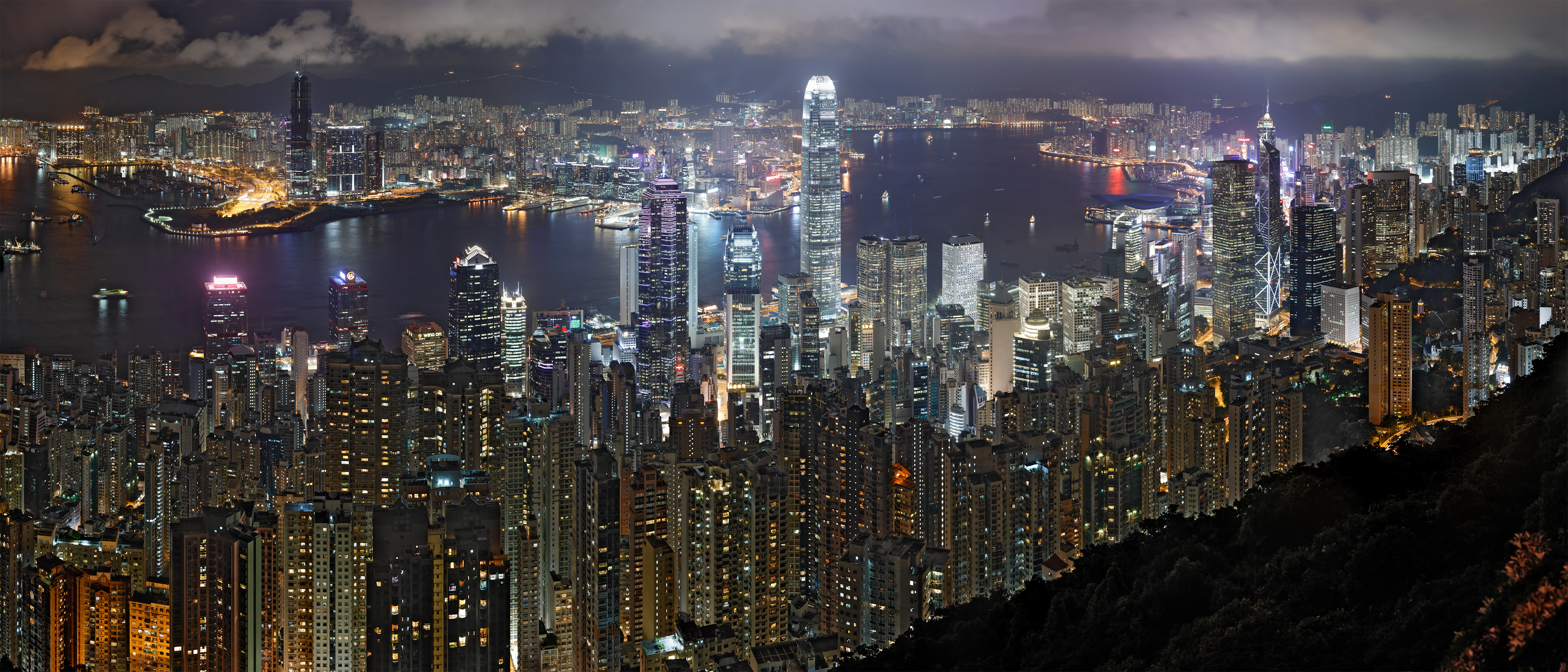
通常の写真

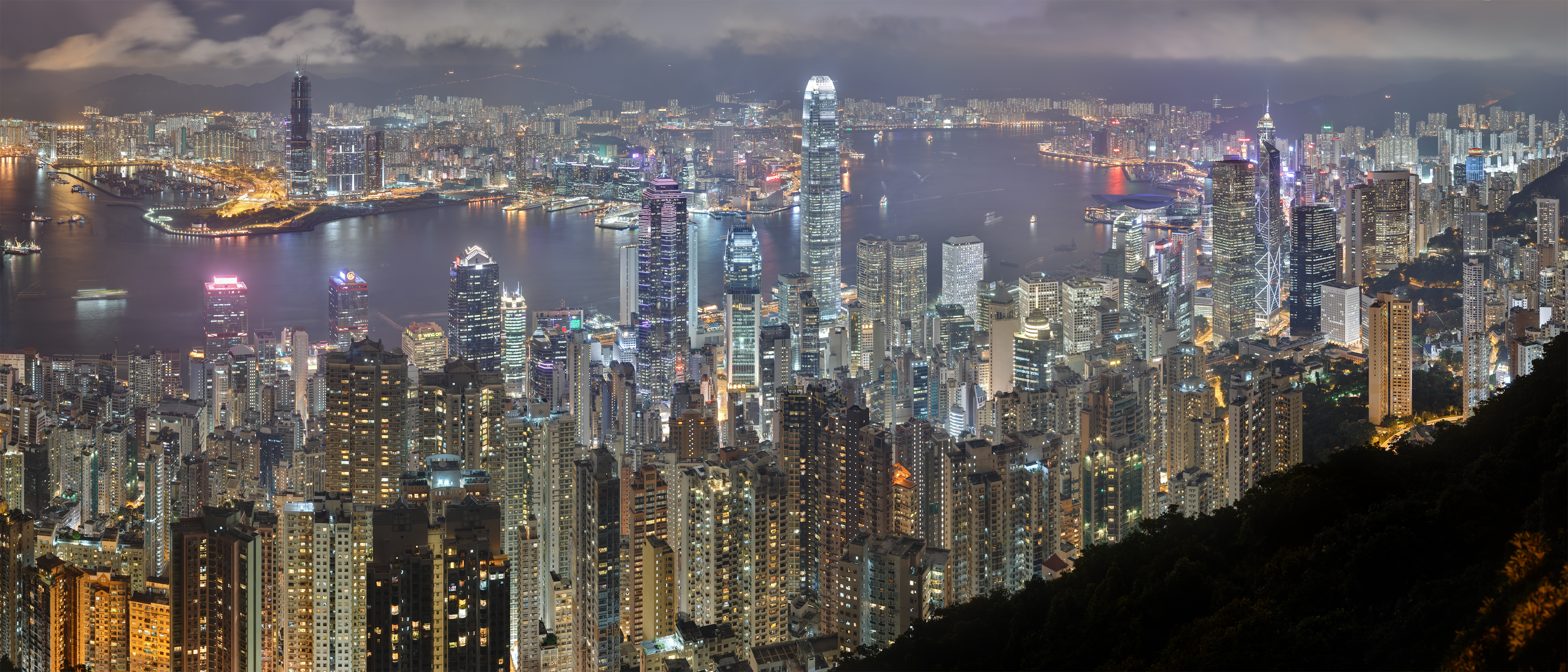
HDR合成した写真

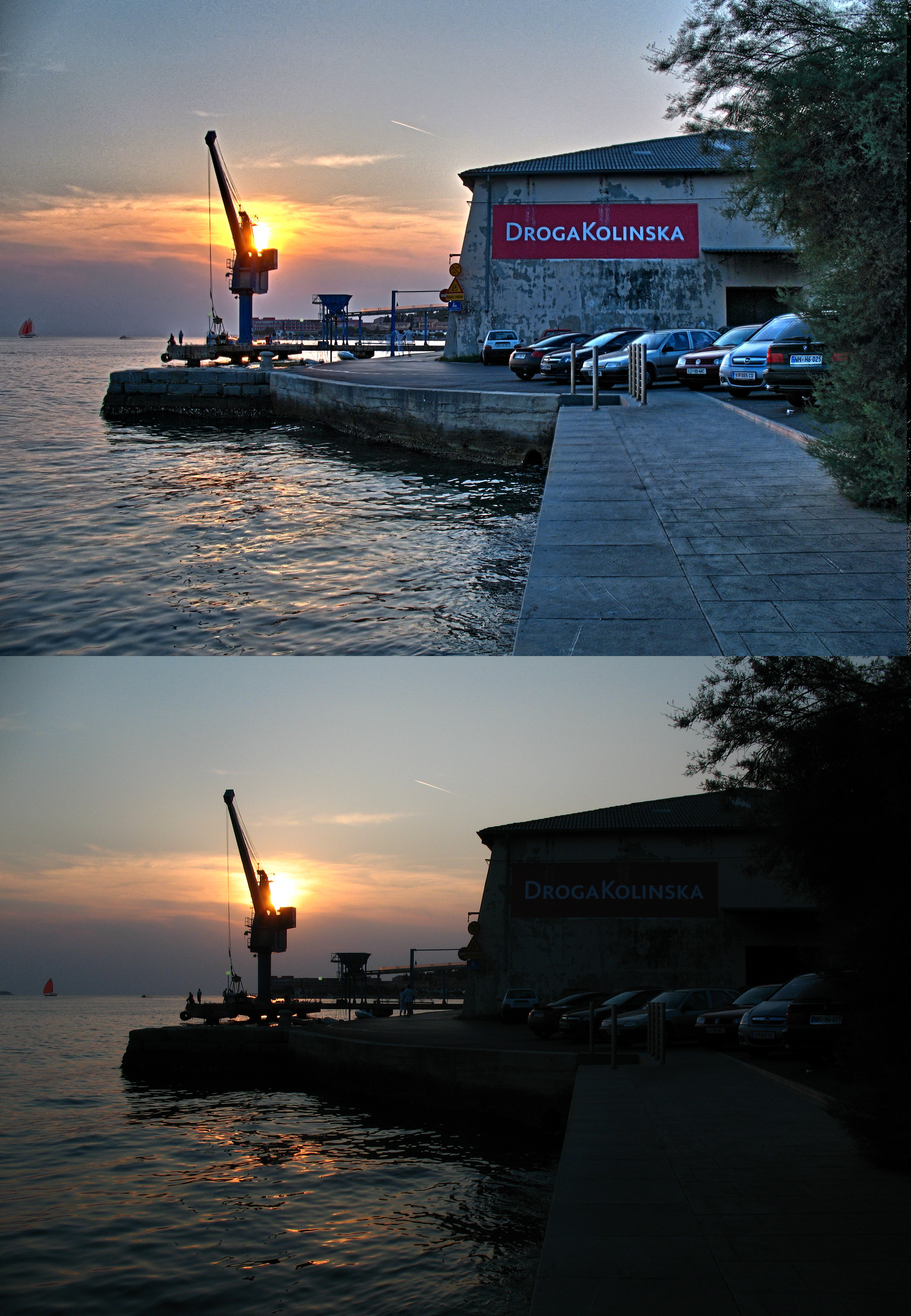
HDR合成を使った夕景の写真。下は空に露出を合わせて普通に撮った写真
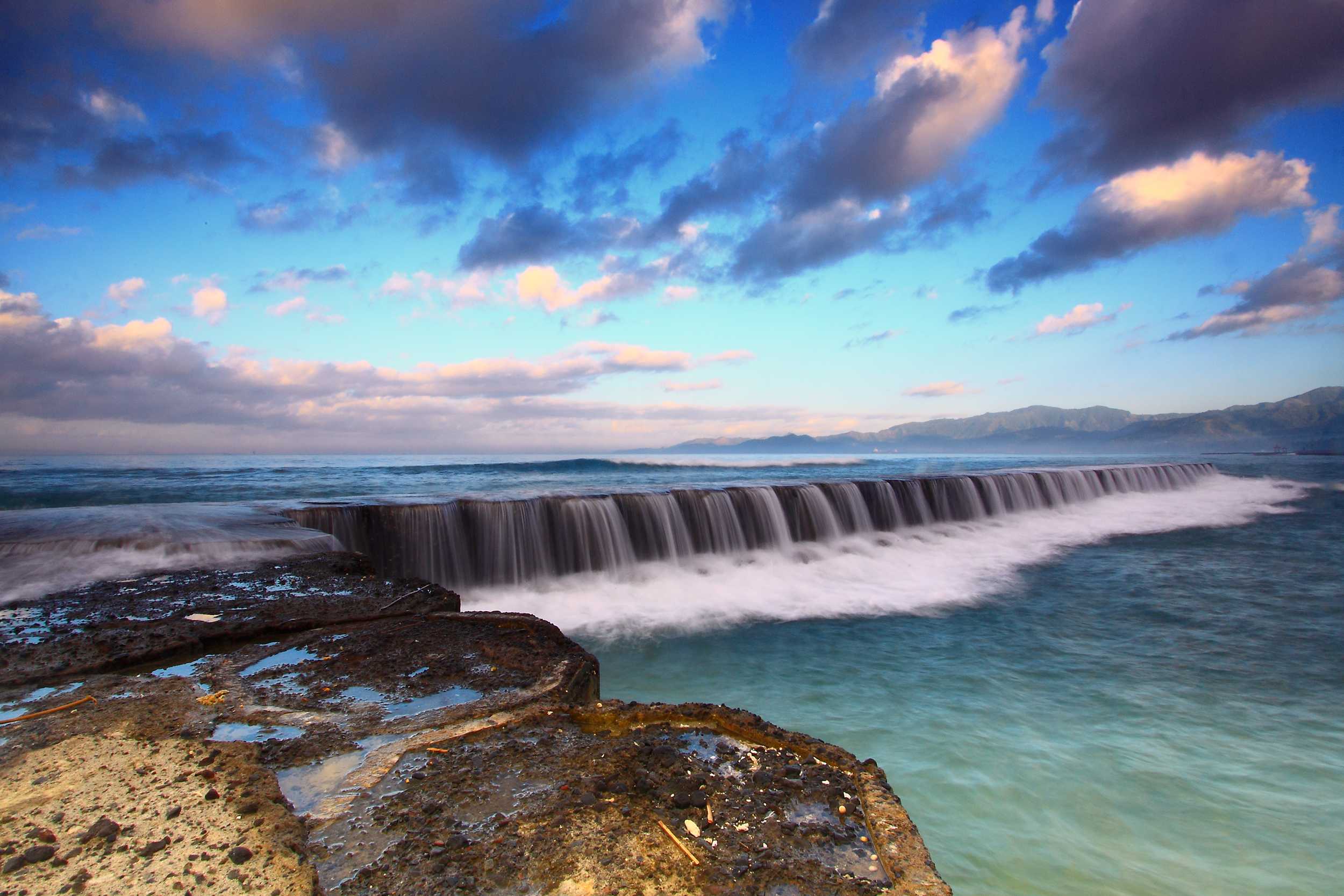
HDR合成の例（夕暮れの風景）
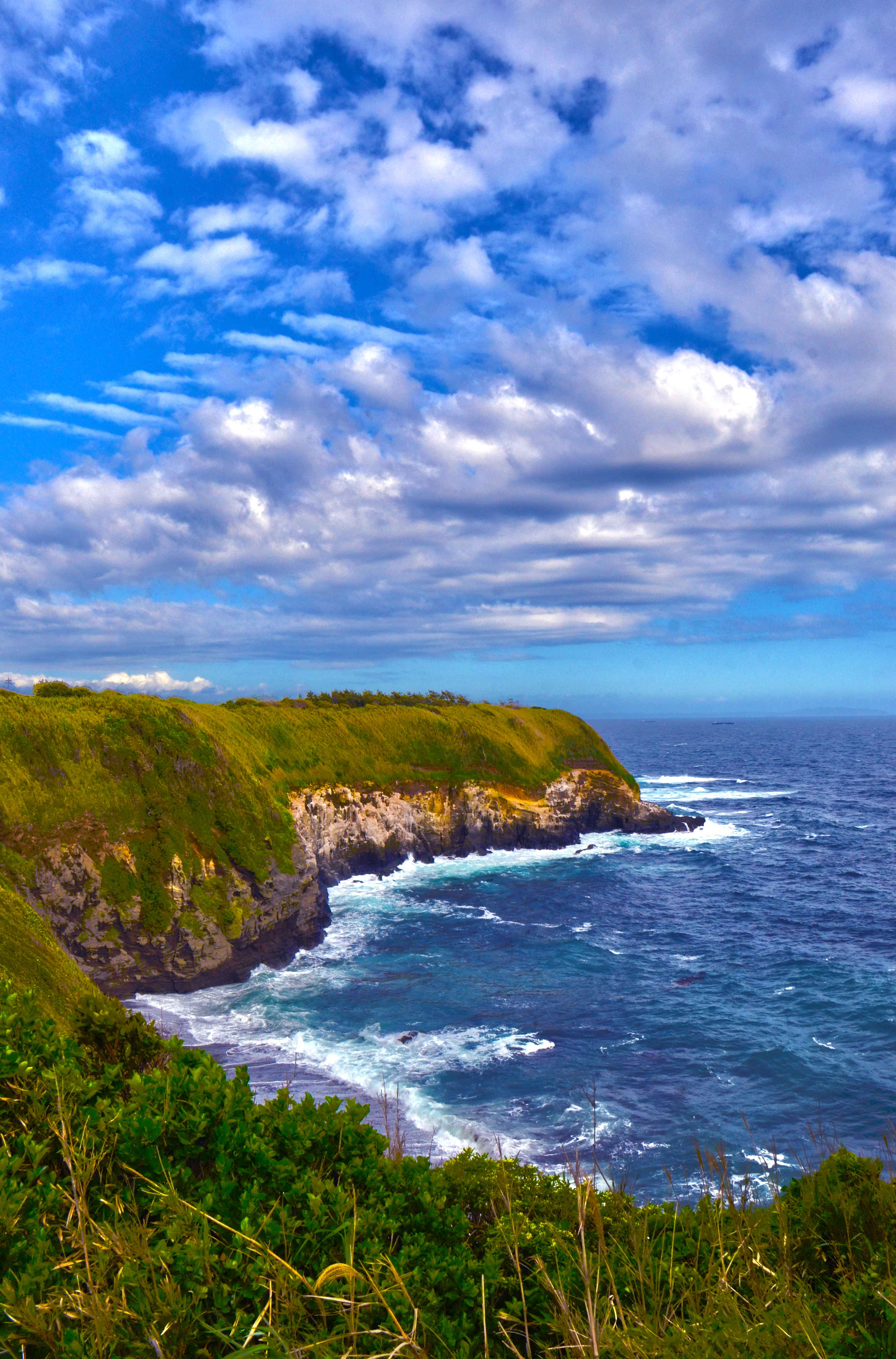
HDR合成の例（城ヶ島）
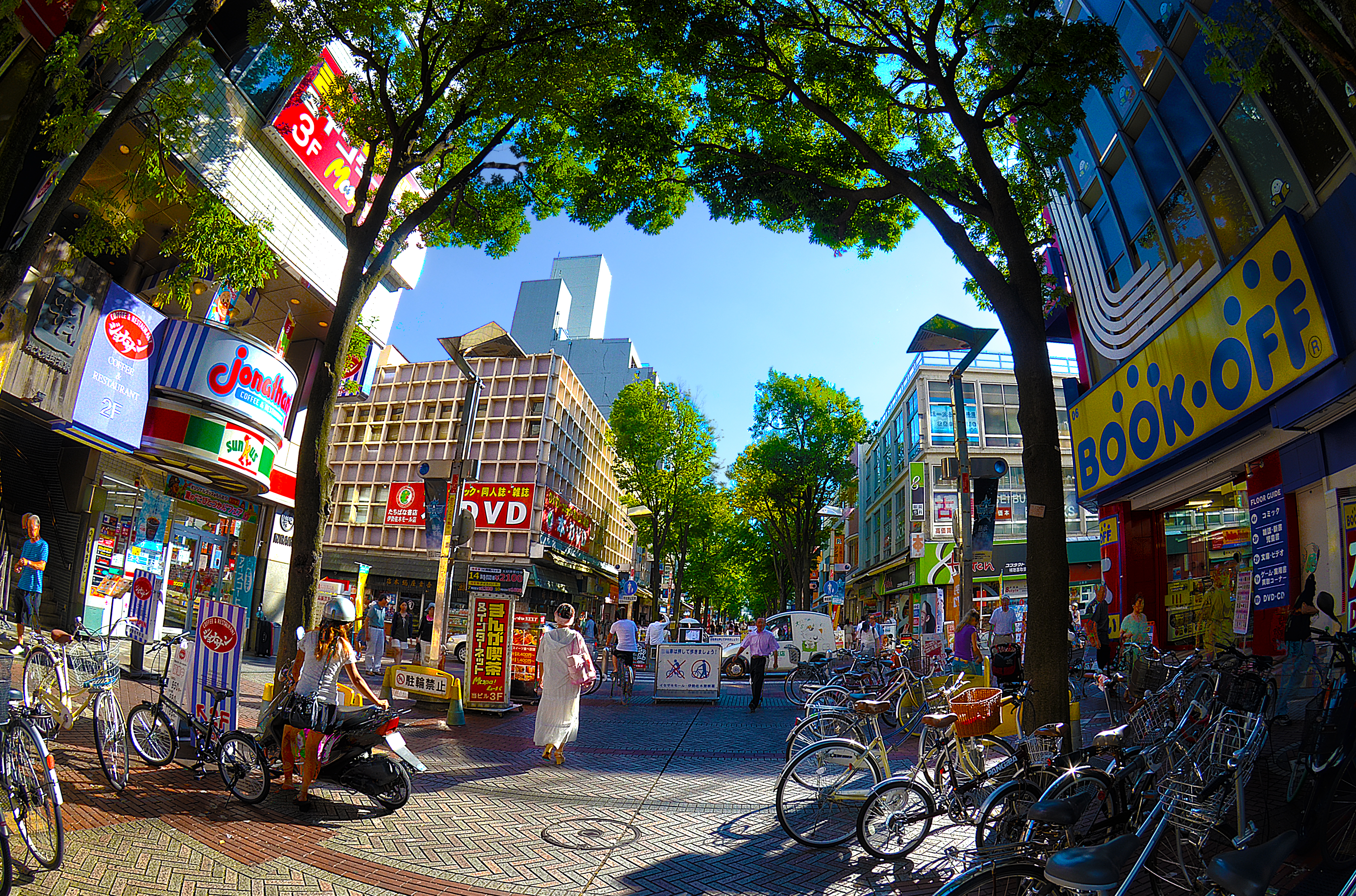
HDR合成の例（イセザキモール）
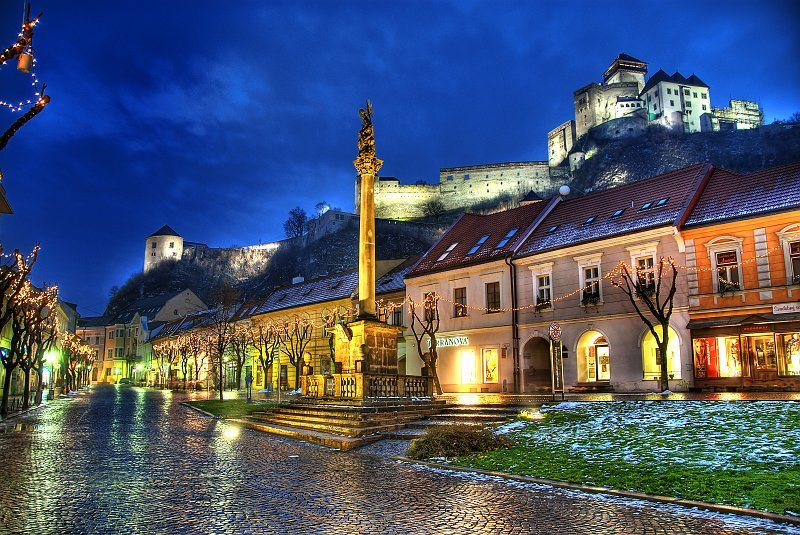
HDR合成の例（夜景）
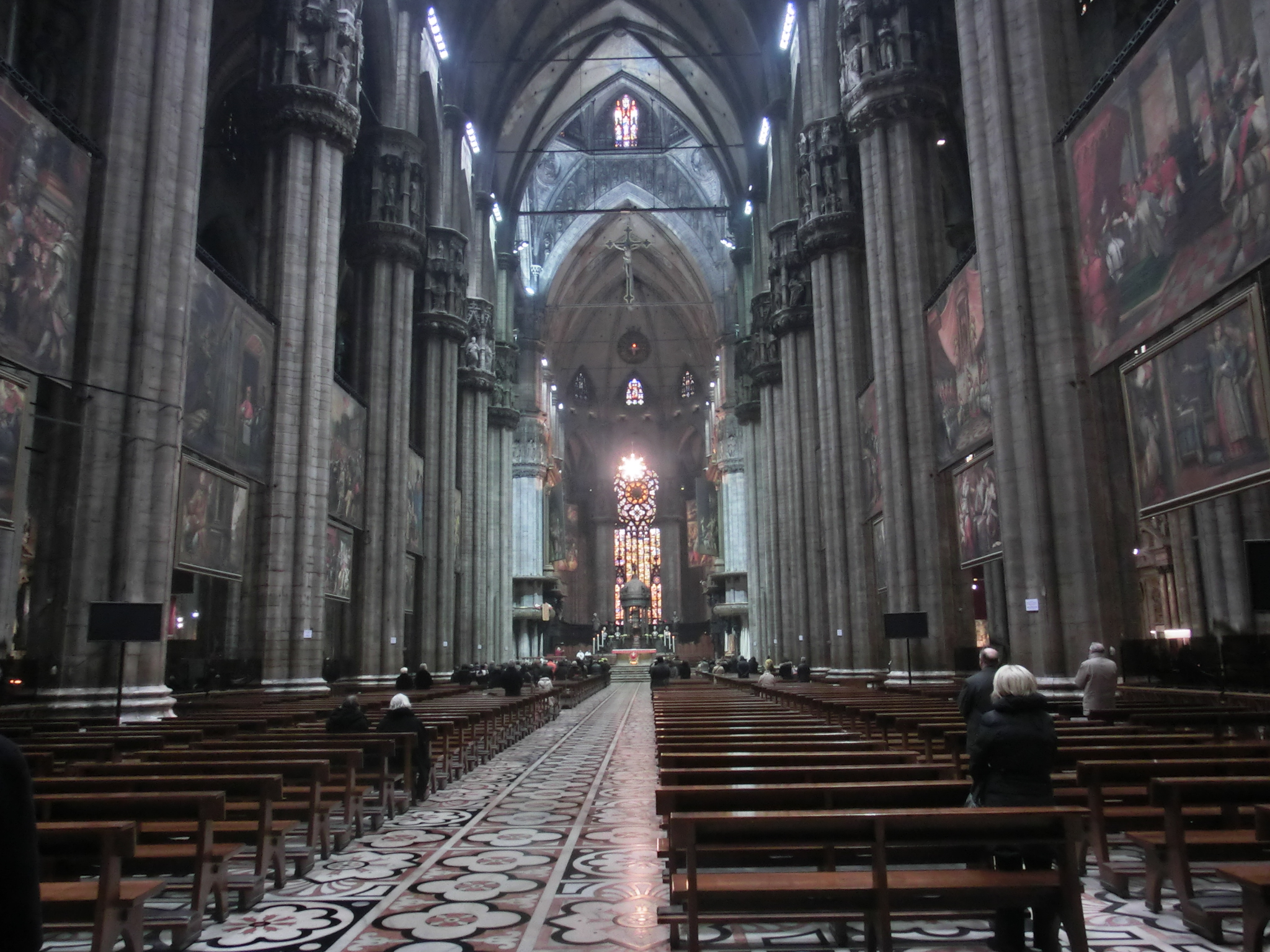
コンパクトカメラで全自動撮影されたHDR画像（ミラノの大聖堂）
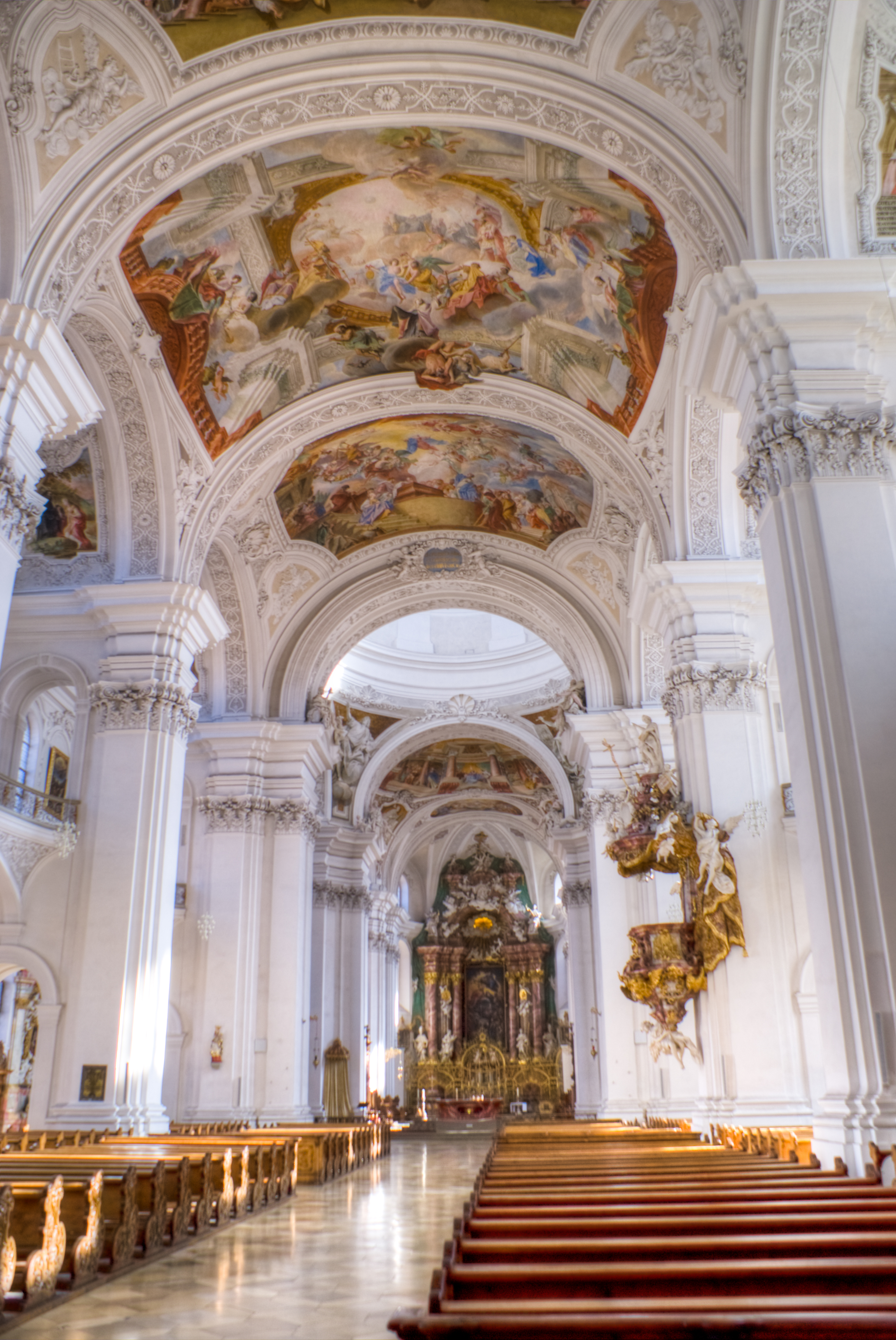
HDR合成の例（通常だと薄暗い建物の内部）
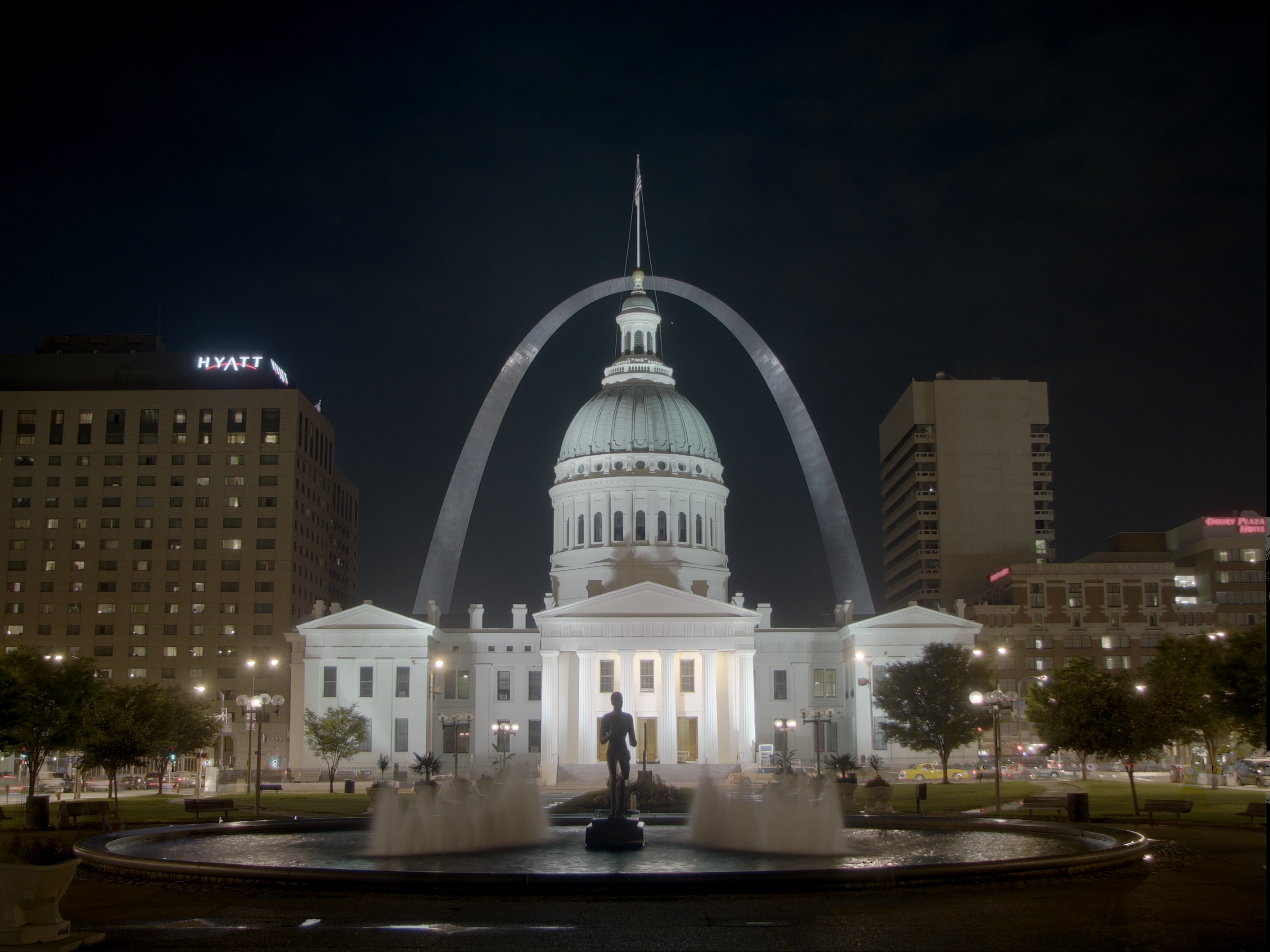
露出を変えて撮った4枚の写真をトーンマッピングを行わずに単純に合成し、コントラストを落とした画像（ダイナミックレンジを圧縮した画像）
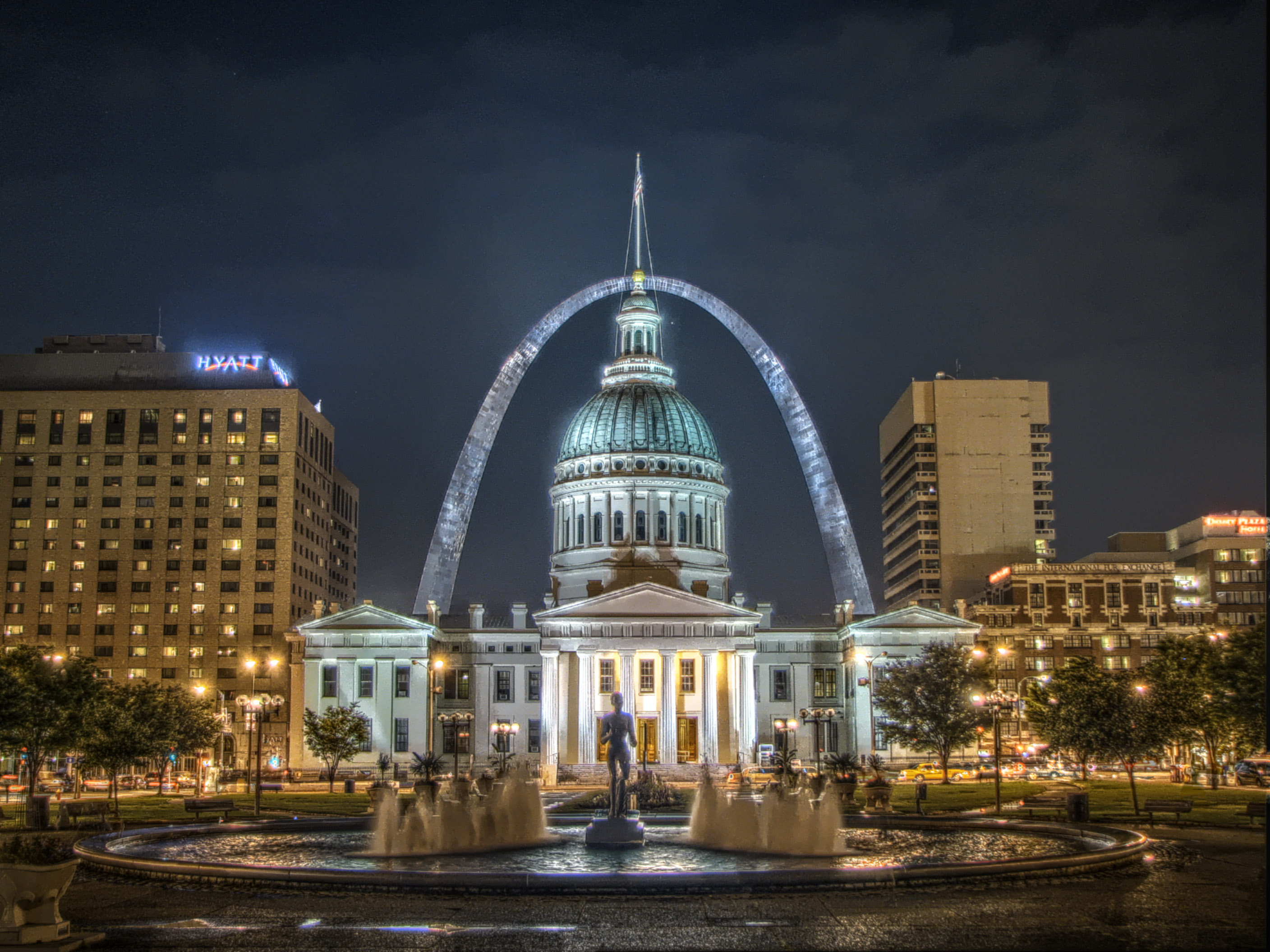
同じ4枚の写真を合成し、ローカル・トーン・マッピング（局所トーンマッピング）を行ったHDR合成画像